# Chrysophyllum imperiale
Chrysophyllum imperiale (лат.) — тропическое дерево, вид рода Хризофиллум (Chrysophyllum) семейства Сапотовые (Sapotaceae), произрастающее в восточной части Южной Америки, эндемик Бразилии. В настоящее время классифицируется как исчезающий вид. Плоды дерева очень ценились первым императором Бразилии Педру I и его сыном Педру II, которые посылали образцы этого дерева в качестве подношения в различные ботанические сады по всему миру, включая Сидней, Лиссабон и Буэнос-Айрес.

## Распространение и местообитание
Chrysophyllum imperiale — эндемик экорегиона Атлантического леса на востоке Бразилии, произрастающий в окрестностях Рио-де-Жанейро. Большая часть его среды обитания была поглощена в результате урбанизации и городского строительства. Растёт в низинных тропических лесов на высоте до 800 м над уровнем моря, где вид является частью полога леса.

## Ботаническое описание

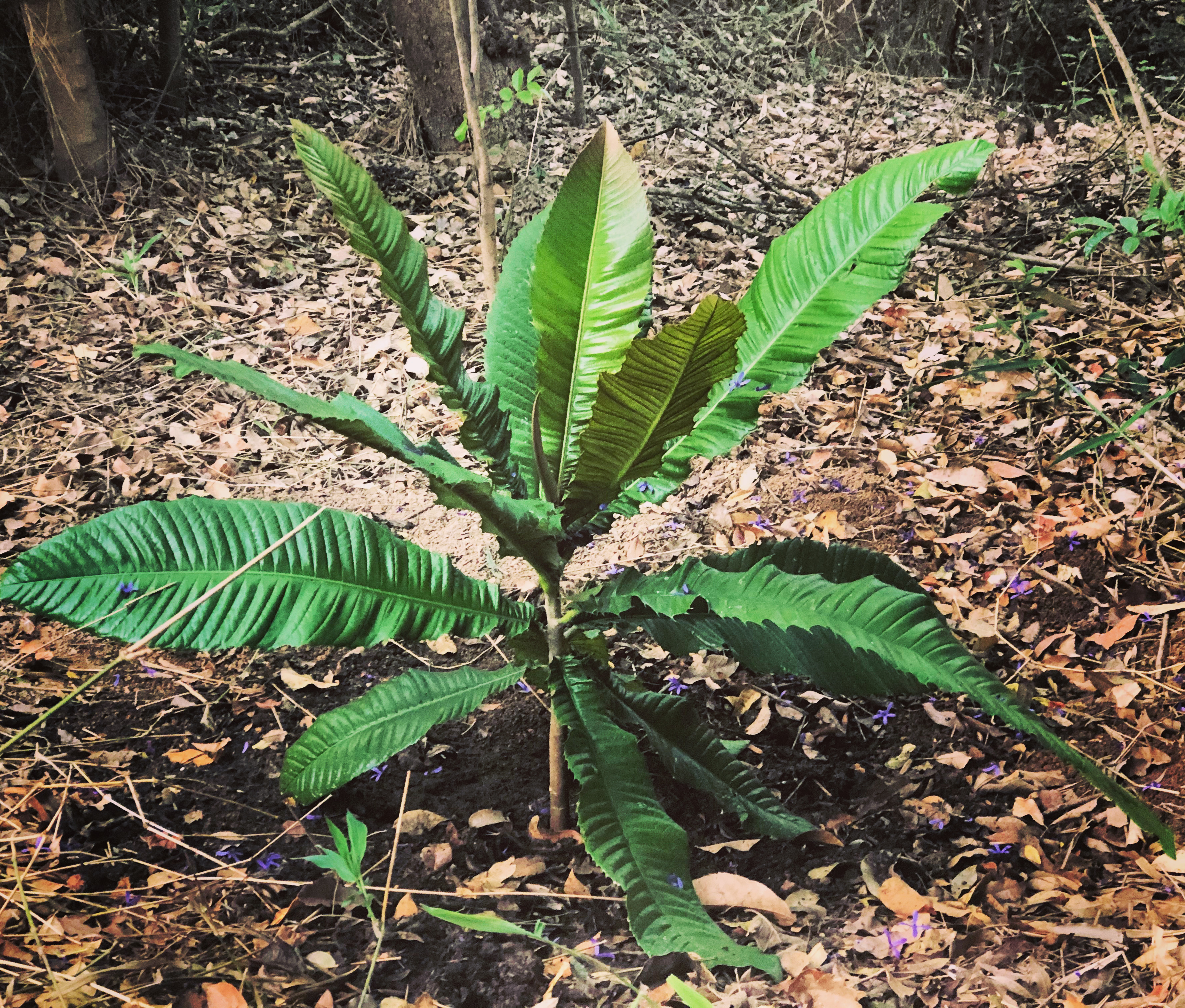
Молодое растение (штат Минас-Жерайс, Бразилия)

Chrysophyllum imperiale — дерево с большими плотными округлыми клиновидно-облианцетными листьями, длина которых составляет от 15 до 75 см и ширина от 5 до 25 см. Листья гладкие сверху и с мелкой опушкой на нижней поверхности, а также с выступающей средней жилкой. Края листа зазубрены, что необычно для подсемейства Chrysophylloideae, к которому он принадлежит.

## Таксономия
Вид Chrysophyllum imperiale был впервые описан в 1859 году как Theophrastia imperialis, его нынешнее название ему дали Джозеф Долтон Гукер и Джордж Бентам. В 1891 году вид был также классифицирован как Martusiella imperialis французским ботаником Жаном Батистом Луи Пьером. В Бразилии вид известен как Marmelleiro do matto. В 1991 году вид был помещён в секцию Aneuchrysophyllum рода Chrysophyllum вместе с C. bangweolense и C. venezuelanense. Однако комбинированное исследование ДНК и морфологии подсемейства Chrysophylloideae показало, что два основных рода, Chrysophyllum и Pouteria, очень полифилетичны, и что C. imperiale не имеет близкого родства с другими членами этого рода, а скорее с родом Elaeoluma. Авторы исследования рекомендуют воскресить биномиальное имя Martusiella imperialis до дальнейшего разрешения отношений внутри подсемейства.

## Культивирование

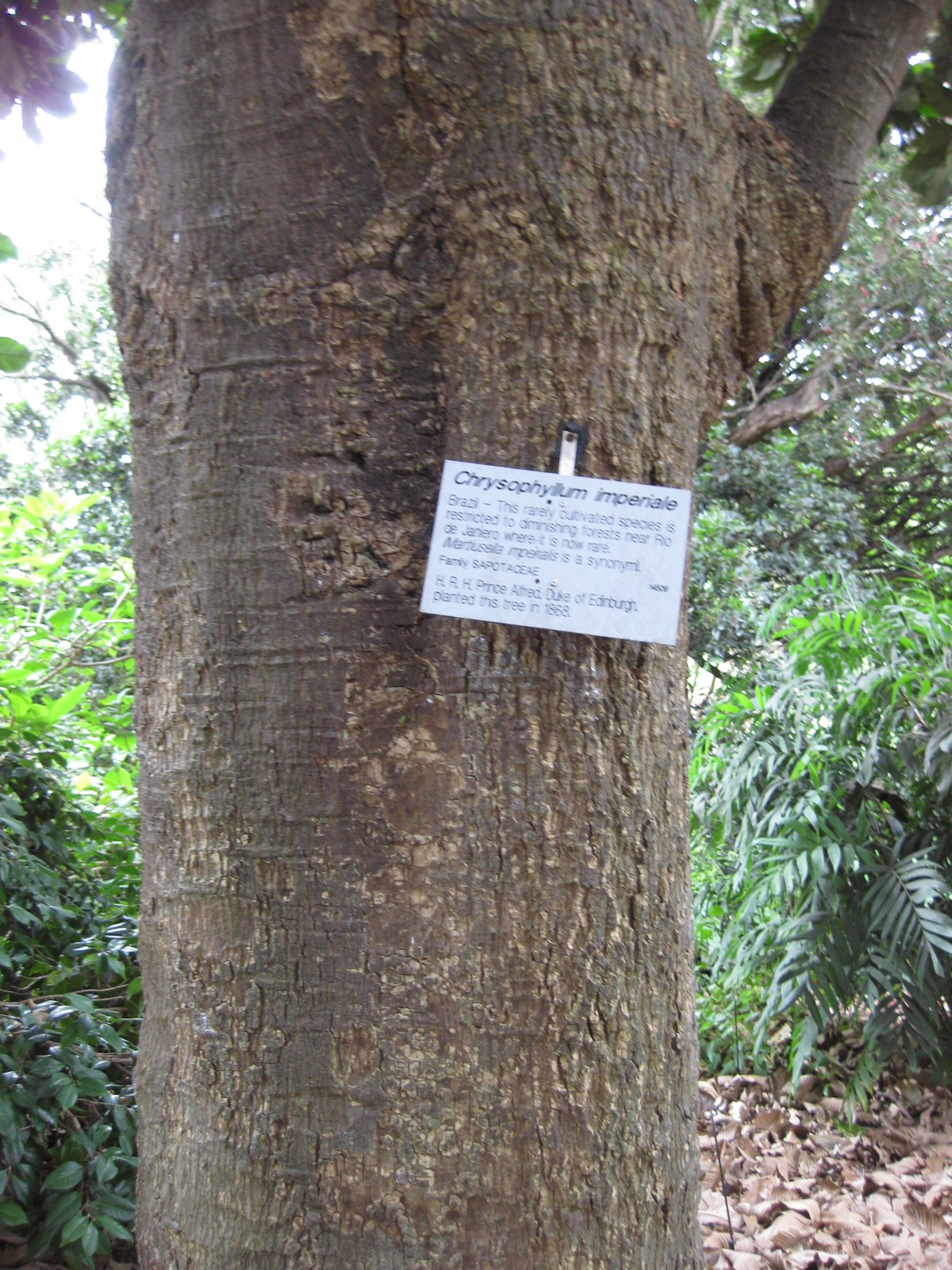
Chrysophyllum imperiale (Королевский ботанический сад, Сидней)

Образец дерева в Королевском ботаническом саду Сиднея был посажен принцем Альфредом, герцогом Эдинбургским в 1868 году. Семена этого растения были отправлены в Рио-де-Жанейро, чтобы облегчить восстановление вида в его нативном ареале. Три экземпляра растут в Королевском ботаническом саду в Мельбурне. Дерево можно выращивать как контейнерное растение.